# 天津增一
天鵝座14，又名BD+42 3413，HD 185872、SAO 48691、HR 7483，是天鵝座的一颗恒星，视星等为5.4，位于銀經76.16，銀緯10.03，其B1900.0坐标为赤經19h 36m 11.1s，赤緯+42° 10.03′ 13″。